# Tony Burrough
Tony Burrough (...) è uno scenografo britannico pluripremiato, noto per il suo lavoro nel film del 1995 Richard III.

## Biografia
Nel 1989, ottenne la candidatura al British Academy Television Award come miglior scenografia per il suo lavoro nella prima serie di Talking Heads di Alan Bennett. Ottenne la stessa candidatura nel 1996 per il suo lavoro nella miniserie del 1995 The Buccaneers.
Nel 1996, è stato candidato all'Oscar alla migliore scenografia per il film del 1995 Richard III ed ha vinto il BAFTA alla migliore scenografia per lo stesso film. Nel 2000, è stato candidato al Primetime Emmy Award per la migliore direzione artistica per una miniserie o un film, insieme a Choi Ho Man e Dominic Smithers, per il loro lavoro nella miniserie televisiva Arabian Nights.
Le scenografie di Burrough sono state elogiate da molti critici. Kenneth Turan del Los Angeles Times ha definito le sue ambientazioni in diversi film "così soddisfacenti da essere il solo motivo per vedere il film". Il suo progetto del laboratorio di Babbo Natale e del villaggio degli elfi in Che fine ha fatto Santa Clause? è stato elogiato da Kevin Thomas come "la risorsa più forte del film".

## Filmografia

### Televisione
- Doctor Who - The Keeper of Traken (1981), Four to Doomsday (1982), Black Orchid (1982), Warriors of the Deep (1984), The Two Doctors (1985)[8]
- BBC Television Shakespeare - Tito Andronico (1985)[9]
- Il discepolo del diavolo (1987)[10]
- Talking Heads (1988)[1]
- The Buccaneers (1995)[2][11]
- Arabian Nights (2000)[5]

### Cinema
- Richard III (1995)[3]
- Grandi aspettative (1998)[6]
- The Luzhin Defense (2000)
- Ordinary Decent Criminal (2000)[12]
- A Knight's Tale (2001)[13]
- The Santa Clause 2 (2002)[7]
- Tuck Everlasting (2002)[14]
- Hotel Rwanda (2004)[15]
- Scala 49 (2004)[16]
- Chromophobia (2005)[17]
- Garfield: A Tail of Two Kitties (2006)[18]
- The Water Horse: Legend of the Deep (2007)[19]